# Södermanlands runinskrifter 319
Södermanlands runinskrifter 319 är en vikingatida runsten av granit i Stäringe, Årdala socken och Flens kommun. Runstenen är 0,8 meter hög och 0,6 meter bred. Det är inte osannolikt att stenens ovala form har huggits fram, i så fall inspirerad av kristna gravstenar.

## Inskriften
Translitterering av runraden:
: finiþr : kiarþi : kuml : þaisi : eftiʀ : kaiʀbiurn : faþur sin :: han uarþ : tauþr uestr
Normalisering till runsvenska:
Finnviðr(?) gærði kuml þessi æftiʀ Gæiʀbiorn, faður sinn. Hann varð dauðr vestr.
Översättning till nusvenska:
Finnvid(?) gjorde detta minnesmärke efter Gerbjörn, sin fader. Han blev död västerut.